# O Gud, det är en hjärtans tröst
O Gud, det är en hjärtans tröst är en gammal psalm i fyra verser (1-3 och 5) av Laurentius Jonae Gestritius, tryckt första gången 1619 (efter hans död 1598). Psalmen kompletterades med fjärde versen av Jesper Swedberg 1694 och bearbetades av Anders Frostenson 1978.
Psalmens inledningsord 1695 är
O Gudh, thet är en hiertans tröst
När til titt huus man kommer
Enligt 1697 års koralbok används melodin även till psalmerna Min siäl skal uthaf hiertans grund (nr 108), Gud säger, att den salig är (nr 276), O Gud, som hörer allas röst (nr 233), Som dig, Gud, täckes, gör med mig (nr 264). I 1986 års psalmbok anges att melodin är "svensk" från 1697.

## Publicerad som
- Nr 231 i 1695 års psalmbok under rubriken "Böne-Psalmer för Predikan".
- Nr 324 i 1819 års psalmbok under rubriken "Med avseende på särskilda personer, tider och omständigheter: Lärare och åhörare: Gudstjänstens glädje och högtidlighet".
- Nr 162 i Svensk söndagsskolsångbok 1908 under rubriken "Böne- och lovsånger".
- Nr 163 i Lilla Psalmisten 1909 under rubriken "Bönesånger".
- Nr 16 i Sionstoner 1935 under rubriken "Inledning och bön".
- Nr 206 i 1937 års psalmbok under rubriken "Helg och gudstjänst".
- Nr 403 i Den svenska psalmboken 1986 under rubriken "Helg och gudstjänst".
- Nr 395 i Psalmer och Sånger 1987 med titelraden "Giv oss, o Gud, din Ande god", under rubriken "Fader, Son och Ande - Anden, vår hjälpare och tröst".[1]
- Nr 73 i Lova Herren 1987 med titelraden "Giv oss, o Gud, din Ande god", under rubriken "Andens närvaro, upplysning och ledning".
- Nr 173 i Finlandssvenska psalmboken 1986 under rubriken "Gudstjänsten" med titelraden "O Gud, det är en hjärtans tröst att mötas i din kyrka".